# فانهتولي
فانهتولي (بالإنجليزية: Vanhatulli)‏ هي منطقة سكنية تقع في فنلندا في أولو. يقدر عدد سكانها بـ 4 157 نسمة .